# República de Cabinda
La República de Cabinda o República Federativa de Cabinda (Kilansi kia Kabinda en ibinda) (Repubilika ya Kabinda en kikongo) es el nombre del autoproclamado gobierno separatista de Cabinda en África central, fue miembro de la Organización de Naciones y Pueblos No Representados.
En las propias palabras de la organización: La República de Cabinda es la organización que representa la unión de los tres reinos de N'Goyo, Kakongo y Loango. En la actualidad representa a todos los ciudadanos nativos de Cabinda y a aquellos que son parte de la diáspora cabindeña en el extranjero debido a la actual opresión brutal y la ocupación de la nación de Cabinda por las fuerzas armadas del régimen comunista no electo del MPLA. [sic]

## Historia
En la década de 1960, la OUA consideraba a Cabinda un territorio a descolonizar, independientemente del caso de Angola. En 1975 el Tratado de Alvor integró Cabinda en Angola, pero fue rechazado por las organizaciones políticas de Cabinda, que manifestaron que debido a que ellos no habían firmado el tratado, éste era ilegal, y por tanto no les ataba a Angola. El principal grupo nacionalista de la región, el FLEC (Frente para la Liberación del Enclave de Cabinda), fundado en 1963, estableció un "gobierno de Cabinda en el exilio", radicado en Kinshasa, declarando la independencia de Cabinda el 1 de agosto de 1975, proclamación de soberanía que no fue tenida en cuenta por Portugal, país que administraba por entonces el exclave. El gobierno estaba conducido por Henriques Tiago y Luiz Ranque Franque era el presidente.
Las tropas del Movimiento Popular de Liberación de Angola (MPLA) entraron en Cabinda vía Pointe Noire el 11 de noviembre de 1975, sustrayéndolo al dominio portugués e incorporando el territorio a Angola bajo el estatus de "provincia", si bien el FLEC mantuvo el control de gran parte de las zonas rurales.
Tras estos acontecimientos, el movimiento nacionalista cabindeño se dividió en tres ramas, el FLEC-Ranque Franque dirigido por Luiz Ranque Franque, el FLEC-N'Zita, liderado por Henriques N'Zita Tiago, y el FLEC-Lubota, liderado por Francisco Xavier Lubota, a las que se sumaría en noviembre de 1977 una nueva escisión, el llamado "Comando Militar para la Liberación de Cabinda". En junio de 1979 el antiguo brazo armado del FLEC, las llamadas "Fuerzas Armadas para la Liberación de Cabinda" crearon otra escisión, el MPLC (Movimento Popular de Libertação de Cabinda). Según algunos, el FLEC habría recibido durante este período ayuda del gobierno francés.
En la década de 1980 algunas de estas ramas del antiguo FLEC recibieron ayuda del UNITA angoleño, enfrentado al gobierno del MPLA.
Una nueva escisión dentro del movimiento nacionalista se produjo en 1988, con la creación del C.C.C. (Comité Comunista de Cabinda), liderado por Kaya Mohamed Yay, que se separó de los restos del FLEC. A comienzos de 1990 se creó otra facción, la UNLC (Unión Nacional de Liberación de Cabinda), liderada por Lumingu Luis Gimby.
El FLEC original fue reformado y reorganizado en la década de 1990 en dos ramas, FLEC-Renovada del General António Bento Bembe, y FLEC-FAC de Estanislau Miguel Boma. En 1996 surgió otro grupo entre los cabindeses exiliados en los Países Bajos, el Frente de Libertação do Estado de Cabinda. Durante 1999, el FLEC-Renovada secuestró a cuatro trabajadores extranjeros (dos portugueses y dos franceses), para luego liberarlos después de unos meses al no conseguir atraer el interés de la prensa extranjera. El FLEC-FAC también incrementó su actividad durante el año 2000, con el secuestro de tres trabajadores portugueses de una compañía de construcción y a su vez el FLEC-Renovada secuestró a cinco civiles portugueses, rehenes que no fueron liberados hasta junio de 2001 tras una intensa negociación diplomática de los gobiernos de Portugal, Gabón y la República del Congo.
En 2004, FLEC-Renovada y FLEC-FAC se fusionaron y crearon el Fórum Cabindês para o Diálogo (FCD), que negoció en 2006 el Acordo de Paz para Cabinda. António Bento Bembe fue elegido Presidente del FCD. El 1 de agosto de 2006 se firmó un "Memorando de Entendimento para a Paz e a Reconciliação da Província de Cabinda", entre el Gobierno de Angola y el FCD, sin embargo poco después el FLEC-FAC rechazó los acuerdos afirmando su disposición a continuar su lucha por la independencia y solicitando la intervención de la Comisión de la Unión Africana de los Derechos Humanos.
En 2006 se estimaba que el FLEC tenía 2000 miembros y el conflicto armado había costado la vida de 30 000 personas y otras 25 000 habían sido desplazadas.
Como resultado de los acuerdos, las fuerzas militares del FLEC integradas en el FCD fueron acuarteladas el 6 de enero de 2007, no obstante tres años más tarde el Frente para la Liberación del Enclave de Cabinda reivindicó el ataque al autobús donde se desplazaba la Selección de fútbol de Togo camino a la Copa Africana de Naciones 2010 con el saldo de tres muertos y nueve heridos, ocurrido el 8 de enero de 2010 en las inmediaciones de la ciudad de Massabi, y anunciando que esta operación "es sólo el comienzo de una serie de acciones que continuará en todo el territorio de Cabinda". En noviembre del mismo año se produjo un nuevo ataque atribuido al FLEC.
El 6 de abril de 2012 se produjo una nueva oferta para negociar un alto el fuego, a través de una carta enviada por Henriques N'zita Tiago a las autoridades angoleñas.